# Ged (Earthsea)
Ged /ˈɡɛd/  este numele adevărat al eroului ficțional din ciclul Earthsea de Ursula K. Le Guin. El este prezentat în Un vrăjitor din Terramare și apare în rol principal sau secundar în romanele ulterioare Earthsea. În majoritatea cărților Earthsea el poartă numele Hardic Șoimanul; în copilărie este cunoscut sub numele de Duny .

## Prezentarea personajului
Ged este protagonistul principal în Un vrăjitor din Terramare în care este un băiat serios, dar încrezut, care se maturizează devenind „unul dintre cei mai înțelepți și mai puternici magicieni din țară”. Are pielea de o culoare închisă, roșu-brună.